# Victor Gram
Victor Bernhard Gram, född 30 januari 1910 i Højby socken, död 12 februari 1969 i Köpenhamn, var en dansk socialdemokratisk politiker och försvarsminister i Jens Otto Krags regeringar 1962-1968.

## Bakgrund
Victor Gram var son till kyrkogårdsskötaren och trädgårdsmästaren Carl Christian Gram (1881-1953) och Bodil Marie Christensen (1879-1938). Han lämnade folkskolan efter konfirmationen och arbetade på flera fabriker i Fredericia (1924-1930). Han var därefter silversmed på C. M. Cohrs fabrik (1930-1937). Han gick med i Danmarks Socialdemokratiske Ungdom (DSU) som sextonåring och var förbundsordförande i Fredericia (1930-1936) samt styrelseledamot i förbundsstyrelsen från 1934. Han var även ledamot i Socialdemokratiets partistyrelse (1935-1946) och verkställande utskott (1937-1946) samt förbundssekreterare (1937-1942) och sedermera förbundsordförande i DSU (1942-1946). Som förbundssekreterare hörde han till den yngre generationen av socialdemokrater med en starkt positiv hållning gentemot det danska försvaret och agiterade för att DSU:s medlemmar skulle sträva efter att bli befälhavare.

## Folketingsledamot & minister
Gram blev vald till Folketinget första gången 1943 för Fredericias valkrets. Han var bl.a. ledamot i Den Parlamentariske Kommission, som granskade om politiker och ämbetsmän hade begått landsförräderi under den tyska ockupationen av Danmark 1940-1945. Han var även ledamot i 1948 års försvarsutredning, chef för Forsvarets oplysnings- og velfærdstjeneste (1951-1962) och redaktör av tidskriften Folk og Forsvar (1952-1954). Från 1955 var han ledamot i försvarsutskottet och från 1960 i utrikesnämnden. Han spelade en stor roll som ordförande för de försvarspolitiska förhandlingarna som ledde till en parlamentarisk överenskommelse 1960. Därutöver var han även ledamot i Grönlandskommissionen, grönlandsutskottet (från 1950) och Nordiska rådet (1953).
Gram utsågs till försvarsminister i november 1962 och kom att realisera det försvarspolitiska avtal som han själv hade varit med om att utforma. Det innebar bland annat större satsningar på försvaret, sänkning av värnplikten till 12 månader, satsningar på professionellt utbildad personal samt införskaffande av raketer som kunde utrustas med kärnstridsspetsar (Honest John). Dessutom påbörjades ett samarbete mellan den danska armén och tyska Bundeswehr. I och med avtalet rådde det under Grams mandatperiod ett lugn kring försvarspolitiken, endast Danmarks Kommunistiske Parti hade röstat emot det. Han avgick i samband med att Socialdemokratiet förlorade valet 1968 och återvände till Folketinget. Han dog året därpå.